# Inline-Skaterhockey-Bundesliga 2005
Die Saison 2005 war die 10. Spielzeit der Inline-Skaterhockey-Bundesliga. Dabei wurde zum 20. Mal ein Deutscher Meister ermittelt. Ausrichter ist die Sportkommission Inline-Skaterhockey Deutschland im Deutschen Rollsport und Inline-Verband. Die Hauptrunde startete am 5. März 2005. Deutscher Meister wurde die Duisburg Ducks, welche sich im Finale gegen den HC Köln-West durchsetzen konnte.

## Teilnehmer

### 1. Bundesliga Nord
Die 1. Bundesliga Nord umfasste acht Mannschaften statt neun im Vorjahr mit dem Aufsteiger aus der 2. Bundesliga Nord, den Hamburg Sharks.
| Klub                    | Standort   | Vorjahr                   | Play-offs                 |
| ----------------------- | ---------- | ------------------------- | ------------------------- |
| Adler Strausberg        | Strausberg | 5. Nord                   | -                         |
| Ahauser SV              | Ahaus      | 7. Nord                   | -                         |
| ERC Hannover Hurricanez | Hannover   | 1. Nord                   | Viertelfinale             |
| Powerkrauts Berlin      | Berlin     | 6. Nord                   | -                         |
| Duisburg Ducks          | Duisburg   | 2. Nord                   | Deutscher Meister         |
| Moskitos Essen          | Essen      | 4. Nord                   | Halbfinale                |
| Samurai Iserlohn        | Iserlohn   | 3. Nord                   | Viertelfinale             |
| Hamburg Sharks          | Hamburg    | 2. der 2. Bundesliga Nord | 2. der 2. Bundesliga Nord |

### 1. Bundesliga Süd
Die 1. Bundesliga Süd umfasste ebenfalls acht Mannschaften mit dem Aufsteiger aus der 2. Bundesliga Süd, den Freiburg Beasts.
| Klub                   | Standort             | Vorjahr                  | Play-offs                |
| ---------------------- | -------------------- | ------------------------ | ------------------------ |
| TV Augsburg            | Augsburg             | 6. Süd                   | -                        |
| Crash Eagles Kaarst    | Kaarst               | 2. Süd                   | Halbfinale               |
| Düsseldorf Rams        | Düsseldorf           | 5. Süd                   | -                        |
| Freiburg Beasts        | Freiburg im Breisgau | 1. der 2. Bundesliga Süd | 1. der 2. Bundesliga Süd |
| Dragons Heilbronn      | Heilbronn            | 7. Süd                   | -                        |
| HC Köln-West           | Köln                 | 4. Süd                   | Vizemeister              |
| VT Zweibrücken Snipers | Zweibrücken          | 1. Süd                   | Viertelfinale            |
| Uedesheim Chiefs       | Neuss                | 3. Süd                   | Viertelfinale            |

## Modus
Die Staffel Nord und Süd gehen mit jeweils acht Mannschaften an den Start. Innerhalb jeder Staffel trifft jede Mannschaft in Hin- und Rückspiel auf jede andere Mannschaft. Für einen Sieg gibt es zwei Punkte, für ein Unentschieden einen Punkt. Bei Punktgleichheit zum Ende der Hauptrunde entscheidet der direkte Vergleich über die Rangfolge. Die ersten vier Mannschaften jeder Staffel erreichen die Play-offs. Die Mannschaften auf den Rängen fünf bis acht spielen über Kreuz zwei Play-down-Serien. Die Sieger der ersten und zweiten Runde verbleiben in der 1. Bundesliga, die Verlierer der zweiten Runde steigen die 2. Bundesliga ab. Die beiden Meister und die beiden Zweiten der 2. Bundesliga steigen direkt in die 1. Bundesliga auf. Der Sieger der Play-offs ist Deutscher Meister.

## Vorrunde

### 1. Bundesliga Nord
|    | Mannschaft              | Sp | S  | U | N  | Tore    | +/- | P  |
| -- | ----------------------- | -- | -- | - | -- | ------- | --- | -- |
| 1. | Duisburg Ducks          | 14 | 10 | 1 | 03 | 106:087 | 19  | 21 |
| 2. | ERC Hannover Hurricanez | 14 | 10 | 0 | 04 | 157:069 | 88  | 20 |
| 3. | Samurai Iserlohn        | 14 | 08 | 0 | 06 | 121:098 | 23  | 16 |
| 4. | Powerkrauts Berlin      | 14 | 07 | 2 | 05 | 105:112 | −07 | 16 |
| 5. | Moskitos Essen          | 14 | 08 | 0 | 06 | 088:081 | 07  | 16 |
| 6. | Adler Strausberg        | 14 | 06 | 0 | 08 | 114:149 | −35 | 12 |
| 7. | Hamburg Sharks          | 14 | 03 | 0 | 11 | 084:113 | −29 | 06 |
| 8. | Ahauser SV              | 14 | 02 | 1 | 11 | 064:130 | −66 | 05 |

### 1. Bundesliga Süd
|    | Mannschaft             | Sp | S  | U | N  | Tore    | +/- | P  |
| -- | ---------------------- | -- | -- | - | -- | ------- | --- | -- |
| 1. | HC Köln-West           | 14 | 12 | 0 | 02 | 111:053 | 58  | 24 |
| 2. | Uedesheim Chiefs       | 14 | 10 | 1 | 03 | 107:072 | 35  | 21 |
| 3. | Crash Eagles Kaarst    | 14 | 08 | 2 | 04 | 100:074 | 26  | 18 |
| 4. | Düsseldorf Rams        | 14 | 08 | 0 | 06 | 082:063 | 19  | 16 |
| 5. | VT Zweibrücken Snipers | 14 | 07 | 1 | 06 | 111:103 | 08  | 15 |
| 6. | Dragons Heilbronn      | 14 | 05 | 2 | 07 | 079:093 | −14 | 12 |
| 7. | Freiburg Beasts        | 14 | 01 | 1 | 12 | 061:124 | −63 | 03 |
| 8. | TV Augsburg            | 14 | 0  | 3 | 11 | 063:132 | −69 | 03 |

Abkürzungen: Sp = Spiele, S = Siege, U = Unentschieden, N = Niederlagen, P = Punkte

Erläuterungen:

## Play-offs
Die Play-off-Spiele werden im Modus „Best of Three“ ausgetragen.

### Play-off-Baum
| Viertelfinale | Viertelfinale           | Viertelfinale           |   |                | Halbfinale | Halbfinale | Halbfinale |  |  | Finale | Finale | Finale |
|               |                         |                         |   |                |            |            |            |  |  |        |        |        |
| N1            | Duisburg Ducks          | 2                       |   |                |            |            |            |  |  |        |        |        |
| S4            | Düsseldorf Rams         | 1                       |   |                |            |            |            |  |  |        |        |        |
| S4            | Düsseldorf Rams         | 1                       |   | Duisburg Ducks | 2          |            |            |  |  |        |        |        |
|               |                         |                         |   | Duisburg Ducks | 2          |            |            |  |  |        |        |        |
|               |                         | Uedesheim Chiefs        | 1 |                |            |            |            |  |  |        |        |        |
| S2            | Uedesheim Chiefs        | Uedesheim Chiefs        | 1 | 2              |            |            |            |  |  |        |        |        |
| S2            | Uedesheim Chiefs        |                         |   |                |            |            |            |  |  |        |        |        |
| N3            | Samurai Iserlohn        | 0                       |   |                |            |            |            |  |  |        |        |        |
| N3            | Samurai Iserlohn        | 0                       |   | HC Köln-West   | 0          |            |            |  |  |        |        |        |
|               |                         |                         |   | HC Köln-West   | 0          |            |            |  |  |        |        |        |
|               |                         | Duisburg Ducks          | 2 |                |            |            |            |  |  |        |        |        |
| N2            | ERC Hannover Hurricanez | Duisburg Ducks          | 2 | 2              |            |            |            |  |  |        |        |        |
| N2            | ERC Hannover Hurricanez |                         |   |                |            |            |            |  |  |        |        |        |
| S3            | Crash Eagles Kaarst     | 0                       |   |                |            |            |            |  |  |        |        |        |
| S3            | Crash Eagles Kaarst     | 0                       |   | HC Köln-West   | 2          |            |            |  |  |        |        |        |
|               |                         |                         |   | HC Köln-West   | 2          |            |            |  |  |        |        |        |
|               |                         | ERC Hannover Hurricanez | 0 |                |            |            |            |  |  |        |        |        |
| S1            | HC Köln-West            | ERC Hannover Hurricanez | 0 | 2              |            |            |            |  |  |        |        |        |
| S1            | HC Köln-West            |                         |   |                |            |            |            |  |  |        |        |        |
| N4            | Powerkrauts Berlin      | 0                       |   |                |            |            |            |  |  |        |        |        |

### Viertelfinale
|                         |   |                     | Serie | 1    | 2         | 3   |
| ----------------------- | - | ------------------- | ----- | ---- | --------- | --- |
| Duisburg Ducks          | – | Düsseldorf Rams     | 2:1   | 8:7  | 3:7       | 8:5 |
| Uedesheim Chiefs        | – | Samurai Iserlohn    | 2:0   | 8:3  | 9:2       | -   |
| ERC Hannover Hurricanez | – | Crash Eagles Kaarst | 2:0   | 7:3  | 8:7 n. P. | -   |
| HC Köln-West            | – | Powerkrauts Berlin  | 2:0   | 13:0 | 9:2       | -   |

### Halbfinale
|                |   |                         | Serie | 1   | 2         | 3   |
| -------------- | - | ----------------------- | ----- | --- | --------- | --- |
| Duisburg Ducks | – | Uedesheim Chiefs        | 2:1   | 5:7 | 6:4 n. V. | 7:5 |
| HC Köln-West   | – | ERC Hannover Hurricanez | 2:0   | 6:1 | 6:3       | -   |

### Finale
|              |   |                | Serie | 1   | 2         | 3 |
| ------------ | - | -------------- | ----- | --- | --------- | - |
| HC Köln-West | – | Duisburg Ducks | 0:2   | 3:9 | 7:9 n. V. | - |

## Play-downs
Die Play-down-Spiele werden im Modus „Best of Three“ ausgetragen.

### 1. Runde
|                        |   |                 | Serie | 1            | 2            | 3    |
| ---------------------- | - | --------------- | ----- | ------------ | ------------ | ---- |
| Moskitos Essen         | – | TV Augsburg     | 0:2   | 6:7          | 2:7          | -    |
| VT Zweibrücken Snipers | – | Ahauser SV      | 2:0   | 16:2         | 7:6 n. P.    | -    |
| Dragons Heilbronn      | – | Hamburg Sharks  | 2:1   | 3:4          | 14:1         | 11:2 |
| Adler Strausberg       | – | Freiburg Beasts | 0:2   | 0:10 Wertung | 0:10 Wertung | -    |

### 2. Runde
|                  |   |                | Serie | 1            | 2            | 3 |
| ---------------- | - | -------------- | ----- | ------------ | ------------ | - |
| Moskitos Essen   | – | Ahauser SV     | 2:0   | 11:2         | 10:4         | - |
| Adler Strausberg | – | Hamburg Sharks | 0:2   | 0:10 Wertung | 0:10 Wertung | - |

Anmerkung: Adler Strausberg trat zu den Play-down-Spielen nicht an. Sportliche Absteiger nach Abschluss der Play-downs sind der Ahauser SV und die Adler Strausberg. Da sich die Powerkrauts Berlin nach der Saison aus der 1. Bundesliga zurückgezogen haben, verblieb Adler Strausberg in der 1. Bundesliga (in der Hauptrunde besser platziert als Ahaus).

## Aufsteiger
Aus den 2. Bundesligen steigen der Crefelder SC (Meister 2. Bundesliga Nord), Salt City Boars Lüneburg (Zweiter 2. Bundesliga Nord), Hotdogs Bräunlingen (Meister 2. Bundesliga Süd) und die SG Langenfeld Devils (Zweiter 2. Bundesliga Süd) direkt auf.

## Rückzug
Die Powerkrauts Berlin ziehen sich nach der Saison aus der 1. Bundesliga zurück.

## Fusion
Die erste Mannschaft der ERC Hannover Hurricanez schloss sich nach der Saison den Bissendorfer Panthern an, die als Dritter der 2. Bundesliga Nord den Platz der ERC Hannover Hurricanez in der 1. Bundesliga einnahmen.

## Pokalsieger
Im Endspiel um den Deutschen Inline-Skaterhockey-Pokal 2005 gewannen die Uedesheim Chiefs am 11. Dezember 2005 gegen die Samurai Iserlohn in Krefeld mit 9:2.